# Ден Дреф
«Ден Дреф» (нід. «Den Dreef») або «Енеко»  — футбольний стадіон у місті Геверле, Бельгія, домашня арена ФК «Левен».
Стадіон відкритий 2002 року як «Левенс Спортцентрум», однак одразу ж був перейменований на «Ден Дреф». На час відкриття арена була олімпійського типу з акцентом на бігові доріжки та легкоатлетичний манеж. Стадіон мав дві трибуни під дахом. В результаті реконструкції 2011 року було прибрано бігові доріжки та додано нові рівні сидячих місць на трибунах ближче до поля. Особливо розширеним був нижній рівень головної трибуни, де міститься фан-сектор ФК «Левена», що дозволило прихильникам команди вболівати максимально близько до ігрового поля. Іноді головна трибуна у цілях безпеки закривається від поля захисним щитом із сітки. Тоді місткість арени було збільшено до 8 519 глядачів. У 2012 році було розширено верхній рівень головної трибуни, що збільшило місткість до  9 493 місць. Під трибунами було облаштовано конференц-зал та приміщення для корпоративних заходів. 2015 року було знесено трибуну навпроти головної, а на її місці споруджено сучасну глядацьку трибуну із більшою кількістю місць, що збільшило місткість стадіону до 10 020 глядачів. Під трибуною було облаштовано роздягальні та медіацентр, які раніше були розташовані в окремій будівлі, за 20 м від стадіону. У 2016 році було оголошено про план розширення стадіону до 13 000 місць.
Стадіону присвоєно комерційну назву «Енеко», пов'язану з укладенням спонсорської угоди з однойменною компанією.